# Дубчак Алла Єфремівна
Алла́ Єфре́мівна Дубча́к — українська акушерка-гінеколог, винахідниця. Доктор медичних наук — 2002, професор.

## Життєпис
1979 року закінчила Київський медичний інститут із відзнакою. Від того часу працює в Інституті педіатрії, акушерства та гінекології АМНУ, з 2003 року — головний науковий співробітник.
Її авторству належать понад 166 наукових праць, розділи монографій, національного керівництва з акушерства та гінекології, методичних рекомендацій, інформаційних листів. Зареєстровано 5 патентів України на винахід.
Підготувала 1, готуються до захисту 5 кандидатів наук.
Відзначена почесною грамотою МОЗ України.
Напрями наукових досліджень:
- Вплив перенесених гінекологічних захворювань на перебіг вагітності і пологів,
- Стан новонародженого,
- Репродуктивна функція жінки при неплідності,
- Дія малих доз випромінювання внаслідок аварії на ЧАЕС на жіночу генеративну систему.

### Серед робіт
- «Особливості перебігу вагітності і родів у жінок після гінекологічних захворювань», 1988
- «Комплексна оцінка стану здоров'я жінок з неплідністю у динаміці спостереження після аварії на ЧАЕС», 2000, у співавторстві
- «Алгоритм апаратного обстеження жінок з порушеною репродуктивною функцією», 2000, у співавторстві з Л. І. Іванютою, А. Г. Корнацькою, Кондратюк В. К., Беліс Н. І.
- «Гіперпластичні процеси ендометрія та функціональний стан щитоподібної залози у жінок з неплідністю», 2003
- «Місце гістероскопії в діагностиці неплідності у жінок з запальними процесами внутрішніх статевих органів», 2005.